# Šlomo Arel
Šlomo Arel (hebrejsky: שלמה אראל‎, 20. listopadu 1920 Łódź, Polsko – 20. listopadu 2018 Tel Aviv) byl generálmajor Izraelských obranných sil a v letech 1966 až 1968 v pořadí sedmý velitel Izraelského vojenského námořnictva.

## Biografie
Narodil se v Polsku a společně se svými rodiči podnikl v roce 1926 aliju do mandátní Palestiny. Tam nejprve bydleli v Petach Tikvě, ale nakonec se přestěhovali do Tel Avivu. V mládí byl členem mládežnického revizionisticko-sionistického hnutí Betar.
S vypuknutím druhé světové války vstoupil do britského Královského námořnictva. V lednu 1941 byla jeho loď potopena torpédem německé ponorky U-Boot a Erel strávil devět dní v záchranném člunu. Byl však zachráněn a po zotavení se vrátil zpět k námořnictvu. Po válce z námořnictva odešel v hodnosti kapitána. V souvislosti s vypuknutím izraelské války za nezávislost v roce 1948 vstoupil do izraelského námořnictva a stal se kapitánem izraelské lodi Palmach. Tato loď si připsala mnoho operací při Sinajském poloostrově a v Libanonu, včetně potopení Hitlerovy jachty na bejrútském pobřeží.
Po válce pokračoval v kariéře izraelského důstojníka. Zastával řadu postů, včetně vojenského attaché při izraelském velvyslanectví v Itálii a velitele flotily izraelských raketových člunů. V lednu 1966 byl povýšen do hodnosti generálmajora (aluf) a stal se velitelem izraelského námořnictva. Za jeho vedení však námořnictvo potkala dvě neštěstí, a to potopení torpédoborce INS Ejlat v říjnu 1967 a zmizení ponorky INS Hanit v roce 1968 na její cestě ze Spojeného království do Izraele. Téhož roku Arel nakonec rezignoval a odešel z armády.
Po odchodu z armády získal vysokoškolské magisterské vzdělání v oboru obchodní správa na Columbia University. V 70. letech se stal členem strany Likud a čas od času působil jako stranický poradce v otázkách souvisejících s námořnictvem.

## Dílo
- Diplomacy in the Depths of the Sea. Ma'ariv Publishing, 2000.